# Jagdgeschwader 80
A Jagdgeschwader 80 foi uma asa de caças que a Luftwaffe planeou formar durante a Segunda Guerra Mundial. Esta unidade era para ser formada em Fevereiro de 1945, em Goslar, com militares do NSFK e do Flieger-HJ, e seria equipada com aviões a jacto Heinkel He 162. No final de Janeiro de 1945, o planeamento desta unidade foi cancelado. Se posto em prática, a JG 80 começaria com um grupo (I./JG 80) composto por três esquadrões e combate aéreo: 1./JG 80, 2./JG 80 e 3./JG 80.